# Tournée de l'équipe des Lions britanniques et irlandais de rugby à XV en 1980
L'équipe des Lions Britanniques a perdu la tournée organisée en 1980 avec trois défaites, et une seule victoire contre l'équipe d'Afrique du Sud. 
38 joueurs ont participé à cette tournée, sous la conduite de leur capitaine, Bill Beaumont. L'entraîneur est l'Irlandais Noël Murphy et le manager est son compatriote Syd Millar. Aux 30 touristes initiaux, les nombreuses blessures ou indisponibilités survenues durant ces dix semaines ont conduit l'encadrement à appeler huit joueurs supplémentaires. 
L'équipe des Lions remporte les 14 rencontres hors test mais elle perd les trois premiers tests avant de s’imposer lors du dernier.
La tournée a eu lieu en dépit de l'opposition du gouvernement britannique et de partis opposés à tout contact sportif avec le régime politique de l'Afrique du Sud en raison de l'apartheid. Le comité des Four Home Unions qui organise les tournées des Lions a suivi le programme annoncé, malgré l'opposition, en novembre 1979 et les fédérations nationales de l'Angleterre (RFU), l'Irlande (IRFU), l'Écosse (SRU) et le pays de Galles (WRU) ont toutes approuvé la tournée en janvier 1980.

## L'équipe des Lions britanniques et irlandais de 1980

### Le groupe de la tournée
La liste suivante indique les joueurs retenus pour participer à la tournée organisée en 1980.
| Joueur            | Poste                  | Club                    | Équipe nationale |
| ----------------- | ---------------------- | ----------------------- | ---------------- |
| Phil Blakeway     | Pilier                 | Gloucester RFC          | Angleterre       |
| Fran Cotton       | Pilier                 | Sale Sharks             | Angleterre       |
| Phil Orr          | Pilier                 | Old Wesley RFC          | Irlande          |
| Graham Price      | Pilier                 | Pontypool RFC           | Pays de Galles   |
| Ian Stephens      | Pilier                 | Bridgend RFC            | Pays de Galles   |
| Clive Williams    | Pilier                 | Swansea RFC             | Pays de Galles   |
| Alan Phillips     | Talonneur              | Cardiff RFC             | Pays de Galles   |
| Peter Wheeler     | Talonneur              | Leicester Tigers        | Angleterre       |
| Bill Beaumont     | Deuxième ligne         | Fylde (en)              | Angleterre       |
| Maurice Colclough | Deuxième ligne         | SC Angoulême            | Angleterre       |
| Allan Martin      | Deuxième ligne         | Aberavon RFC            | Pays de Galles   |
| Alan Tomes        | Deuxième ligne         | Hawick RFC              | Écosse           |
| John Beattie      | Troisième ligne centre | Glasgow Academicals RFC | Écosse           |
| Gareth Williams   | Troisième ligne centre | Bridgend RFC            | Pays de Galles   |
| Derek Quinnell    | Troisième ligne centre | Llanelli RFC            | Pays de Galles   |
| Stuart Lane       | Troisième ligne aile   | Cardiff RFC             | Pays de Galles   |
| John O'Driscoll   | Troisième ligne aile   | London Irish            | Irlande          |
| Jeff Squire       | Troisième ligne aile   | Pontypool RFC           | Pays de Galles   |
| Colm Tucker       | Troisième ligne aile   | Shannon RFC             | Irlande          |

| Joueur           | Poste            | Club                           | Équipe nationale |
| ---------------- | ---------------- | ------------------------------ | ---------------- |
| Terry Holmes     | Demi de mêlée    | Cardiff RFC                    | Pays de Galles   |
| Steve Smith      | Demi de mêlée    | Sale                           | Angleterre       |
| Colin Patterson  | Demi de mêlée    | Instonians RFC                 | Irlande          |
| John Robbie      | Demi de mêlée    | Greystones RFC                 | Irlande          |
| Ollie Campbell   | Demi d’ouverture | Old Belvedere RFC              | Irlande          |
| Gareth Davies    | Demi d’ouverture | Cardiff RFC                    | Pays de Galles   |
| Tony Ward        | Demi d’ouverture | Garryowen RFC                  | Irlande          |
| Paul Dodge       | Centre           | Leicester Tigers               | Angleterre       |
| Ray Gravell      | Centre           | Llanelli RFC                   | Pays de Galles   |
| Peter Morgan     | Centre           | Llanelli RFC                   | Pays de Galles   |
| Jim Renwick      | Centre           | Hawick RFC                     | Écosse           |
| David Richards   | Centre           | Swansea RFC                    | Pays de Galles   |
| Clive Woodward   | Centre           | Leicester Tigers               | Angleterre       |
| John Carleton    | Ailier           | Orrell RFC                     | Angleterre       |
| Bruce Hay        | Ailier           | Boroughmuir RFC                | Écosse           |
| Elgan Rees       | Centre           | Neath RFC                      | Pays de Galles   |
| Mike Slemen      | Ailier           | Liverpool St Helens FC         | Angleterre       |
| Andy Irvine      | Arrière          | Heriot's Rugby Club            | Écosse           |
| Rodney O'Donnell | Arrière          | St Mary's College, Dublin (en) | Irlande          |

### Les joueurs des test matchs

#### Première Ligne
- Graham Price  Pays de Galles (4 matchs, 4 comme titulaire, 1 essai, 4 points)
- Peter Wheeler  Angleterre  (4 matchs, 4 comme titulaire)
- Clive Williams  Pays de Galles (4 matchs, 4 comme titulaire, 1 essai, 4 points)

#### Deuxième Ligne
- Bill Beaumont  Angleterre (4 matchs, 4 comme titulaire) (capitaine)
- Maurice Colclough  Angleterre (4 matchs, 4 comme titulaire)

#### Troisième Ligne
- John O'Driscoll  Irlande (4 matchs, 4 comme titulaire, 2 essais, 8 points)
- Derek Quinnell  Pays de Galles (2 matchs, 2 comme titulaire)
- Jeff Squire  Pays de Galles (4 matchs, 4 comme titulaire)
- Colm Tucker  Irlande (2 matchs, 2 comme titulaire)

#### Demi de mêlée
- Colin Patterson  Irlande (3 matchs, 3 comme titulaire)
- John Robbie  Irlande (1 match, 1 comme titulaire)

#### Demi d'ouverture
- Ollie Campbell  Irlande (3 matchs, 2 comme titulaire, 1 transformation, 3 pénalités, 11 points)
- Gareth Davies  Pays de Galles (1 match, 1 comme titulaire, 1 transformation, 2 pénalités, 8 points)
- Tony Ward  Irlande (1 match, 1 comme titulaire, 1 drop, 5 pénalités, 18 points)

#### Trois quart centre
- Paul Dodge  Angleterre (2 matchs, 2 comme titulaire)
- Ray Gravell  Pays de Galles (4 matchs, 3 comme titulaire, 1 essai, 4 points)
- Jim Renwick  Écosse (1 match, 1 comme titulaire)
- David Richards  Pays de Galles (1 match, 1 comme titulaire)
- Clive Woodward  Angleterre (2 matchs, 2 comme titulaire)

#### Trois quart aile
- John Carleton  Angleterre (3 matchs, 3 comme titulaire)
- Bruce Hay  Écosse (3 matchs, 3 comme titulaire, 1 essai, 4 points)
- Mike Slemen  Angleterre (1 match, 1 comme titulaire)

#### Arrière
- Andy Irvine  Écosse (3 matchs, 3 comme titulaire, 1 essai, 1 pénalité, 7 points)
- Rodney O'Donnell  Angleterre (1 match, 1 comme titulaire)

## Résultats des matchs
| No | Date            | Lieu                          | Match                               | Score   | Compétition |
| -- | --------------- | ----------------------------- | ----------------------------------- | ------- | ----------- |
| 1  | 31 mai 1980     | Le Cap Afrique du Sud         | Afrique du Sud – Lions britanniques | 26 – 22 | test match  |
| 2  | 14 juin 1980    | Bloemfontein Afrique du Sud   | Afrique du Sud – Lions britanniques | 26 – 19 | test match  |
| 3  | 28 juin 1980    | Port Elizabeth Afrique du Sud | Afrique du Sud – Lions britanniques | 12 – 10 | test match  |
| 4  | 12 juillet 1980 | Pretoria Afrique du Sud       | Afrique du Sud – Lions britanniques | 13 – 17 | test match  |

### Points marqués par les Springboks

#### Match 1 contreLions
- Naas Botha  Afrique du Sud (3 transformations, 6 points)
- Willie du Plessis  Afrique du Sud (1 essai, 4 points)
- Gerrie Germishuys  Afrique du Sud (1 essai, 4 points)
- Rob Louw  Afrique du Sud (1 essai, 4 points)
- Divan Serfontein  Afrique du Sud (1 essai, 4 points)
- Moaner van Heerden  Afrique du Sud (1 essai, 4 points)

#### Match 2 contreLions
- Naas Botha  Afrique du Sud (2 transformations, 2 pénalités, 10 points)
- Gerrie Germishuys  Afrique du Sud (1 essai, 4 points)
- Rob Louw  Afrique du Sud (1 essai, 4 points)
- Gysie Pienaar  Afrique du Sud (1 essai, 4 points)
- Theuns Stofberg  Afrique du Sud (1 essai, 4 points)

#### Match 3 contreLions
- Naas Botha  Afrique du Sud (1 transformation, 1 pénalité, 1 drop, 8 points)
- Gerrie Germishuys  Afrique du Sud (1 essai, 4 points)

#### Match 4 contreLions
- Gysie Pienaar  Afrique du Sud (2 pénalités, 6 points)
- Willie du Plessis  Afrique du Sud (1 essai, 4 points)
- Naas Botha  Afrique du Sud (1 pénalité, 3 points)

#### Meilleur réalisateur
1. Naas Botha  Afrique du Sud  (6 transformations, 4 pénalités, 1 drop, 27 points)

#### Meilleur marqueur d'essais
1. Gerrie Germishuys  Afrique du Sud (3 essais)

### Points marqués par les Lions

#### Match 1 contreAfrique du Sud
- Tony Ward  Irlande (1 drop, 5 pénalités, 18 points)
- Graham Price  Pays de Galles (1 essai, 4 points)

#### Match 2 contreAfrique du Sud
- Gareth Davies  Pays de Galles (1 transformation, 2 pénalités, 8 points)
- John O'Driscoll  Irlande (1 essai, 4 points)
- Ray Gravell  Pays de Galles (1 essai, 4 points)
- Andy Irvine  Écosse (1 pénalité, 3 points)

#### Match 3 contreAfrique du Sud
- Ollie Campbell  Irlande (2 pénalités, 6 points)
- Bruce Hay  Écosse (3 matchs, 3 comme titulaire, 1 essai, 4 points)

#### Match 4 contreAfrique du Sud
- Ollie Campbell  Irlande (1 transformation, 1 pénalité, 5 points)
- Andy Irvine  Écosse (1 essai, 4 points)
- John O'Driscoll  Irlande (1 essai, 4 points)
- Clive Williams  Pays de Galles (1 essai, 4 points)

#### Meilleur réalisateur
1. Tony Ward  Irlande 18 points (1 match, 1 comme titulaire)
2. Ollie Campbell  Irlande 11 points (3 matchs, 2 comme titulaire)
3. Gareth Davies  Pays de Galles (1 match, 1 comme titulaire) et John O'Driscoll  Irlande (4 matchs, 4 comme titulaire) 8 points

#### Meilleur marqueur d'essais
1. John O'Driscoll  Irlande (2 essais)